# 薬師寺 (福島県会津美里町)
薬師寺（やくしじ）は、福島県大沼郡会津美里町にある天台宗の寺院。山号を醫德山と称する。本尊は薬師如来、開基は慈覚大師円仁と伝える。会津最古の寺院の一つであり、別称を「会津薬師寺」という。

## 歴史
薬師寺の縁起によると、宝亀10年（779年）に千壽院として創設された後、嘉祥元年（848年）慈覚大師円仁によって復興開基したと伝えられている。文治5年（1189年）奥州藤原氏滅亡の折、平泉高館の薬師如来像を藤田忠重の支族佐藤清澄がこの地に持ち逃れ、建久元年（1190年）上総国生まれの沙門円鑁が薬師堂を建立し、会津薬師寺と称するようになったという。
寛永17年（1640年）には橋爪村の大火に巻き込まれ堂宇が焼失。それから210年後の嘉永3年（1850年）に澄順により再建され現在に至る。

## 境内
本尊を祀る薬師堂（根本堂）をはじめ、不動明王を安置する護摩堂や大黒天を祀る大黒堂、その他鐘楼堂等の伽藍が立ち並ぶ。境内には、59世住職が檀家からの寄贈や比叡山延暦寺より苗木を譲り受けるなどして植樹した200本を超える紅葉が植えられており、秋になると見事な紅葉の庭園を見ることができる。また、石造りの自動車に不動明王を納めた日本唯一の「自動車不動尊」という非常に珍しい石仏がある。

## 画像

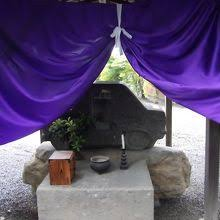
自動車不動尊

## アクセス
- 電車：JR只見線会津高田駅下車　タクシー約10分
- 車：磐越自動車道会津若松ICから国道121号・国道49号・国道118号・福島県道130号会津高田会津本郷線経由　約30分